# 小樽ジャンクション
小樽ジャンクション（おたるジャンクション）は、北海道小樽市新光町にある札樽自動車道と後志自動車道を接続するジャンクションである。
2018年（平成30年）12月8日の開通時点では、小樽方面（朝里IC方面）から余市方面（小樽塩谷IC方面）への移動はできず、他の三方向の移動のみが可能となる。小樽方面から余市方面については、2019年2月7日から事業が行われている。

## 歴史
- 2006年（平成18年）4月19日：工事開始[3]。
- 2017年（平成29年）3月31日：フルJCTへ計画変更[4][6]。
- 2018年（平成30年）12月8日：後志自動車道・余市IC - 小樽JCT間開通に伴い、札樽自動車道と後志自動車道が接続[2]。

### ハーフジャンクションからフルジャンクションへの計画変更
当ジャンクションは当初はフルジャンクションの予定だったが、コスト削減のため小樽IC方面と余市IC方面との相互利用ができないハーフジャンクションとして着工された。しかし、小樽市など沿線自治体や地元商工会議所から国土交通省や日本高速道路保有・債務返済機構、東日本高速道路に対してフルジャンクション化を求める要望が出され、2017年（平成29年）3月31日にフルジャンクションへの計画変更が認められた。
上述の通り、供用開始の時点では小樽方面から余市方面へのランプのみ設けられず、後日整備するものとされた。事業開始時点では2023年度までの完成を見込んでいたものの、2022年6月に東日本高速道路は、工期が2024年度まで及ぶ見込みであることを示している。その後の2025年2月に東日本高速道路は、2025年度内に当ランプのうち架橋の工事を行う予定であることを示している。

## 接続する道路
- E5A 札樽自動車道
- E5A 後志自動車道

## 隣
E5A 札樽自動車道
(8) 銭函IC - 見晴BS - (9) 小樽JCT - 新光BS - (10) 朝里IC
E5A 後志自動車道
(9) 小樽JCT - (12) 小樽塩谷IC